# Преспанска архиепископија
Преспанска архиепископија је историографски назив за средњовековну православну помесну цркву, која је постојала крајем 10. и почетком 11. века у јужнословенској држави цара Самуила и његових наследника (976—1018).
Седиште архиепископа, који се називао и патријархом, првобитно се налазило у Преспи, на острву Светог Ахилија, а касније је пренето у оближњи Охрид. Стога се у историографији употребљава и двојни назив: Преспанско-охридска архиепископија, односно Преспанско-охридска патријаршија или само Преспанска патријаршија.
Обухватала је бројне епархије, на подручјима данашње Северне Македоније и делимично Грчке, Бугарске, Србије и Албаније. Након византијског освајања (1018), трансформисана је у нову Охридску архиепископију (1019).

## Историја
Упоредо са изградњом државе, која је створена након успешног устанка Кометопула (976), цар Самуило је приступио преуређењу црквених односа на ослобођеним подручјима. Поред бројних епископија које су раније припадале старој Бугарској патријаршији из времена царева Симеона и Петра, нова Самуилова држава је постепеним ширењем обухватила и неке епархије које су припадале суседним византијским митрополијама, као што су Драчка или Солунска.
Након разних промена и премештања црквеног средишта (из бугарског Доростола преко Сердике у Воден и Моглен), Самуило је крајем 10. века ради стварања обједињене црквене власти уредио ново црквено средиште у Преспи, где је на острву Светог Ахилија подигао велики саборни (катедрални) храм, који је постао седиште преспанског архиепископа.
Делимично сачувани натпис из поменутог храма сваедочи да је Преспанска архиепископија у то време (око 1000. године) обухватала чак осамнаест епархија, од којих се у поменутом натпису данас распознају називи само девет: Видин, Главиница, Бер, Битољ, Велбужд, Селасфор (Девол), Скопље, Сердика и Едеса (Воден).
Током познијих година Самуилове владавине, када је порастао значај Охрида као главног центра политичке власти, у тај град је из Преспе пренето и седиште архиепископије, која је такође сматрана патријаршијом, а такво уређење је задржано и за време владавине Самуилових наследника, Гаврила Радомира и Јована Владислава.
Упоредо са византијским напредовањем након битке на Беласици (1014), постепено је сужаван и опсег државе Самуилових наследника, а самим тим и опсег њихове архиепископије, односно патријаршије, која је након коначног византијског освајања (1018) укинута и замењена новом (византијском) Охридском архиепископијом (1019).